# Fissidens kinabaluensis
Fissidens kinabaluensis là một loài Rêu trong họ Fissidentaceae. Loài này được Z. Iwats. mô tả khoa học đầu tiên năm 1969.